# Ferdinand Vandeveer Hayden
Ferdinand Vandeveer Hayden (7 de setembre de 1829 - 22 de desembre de 1887) va ser un geòleg nord-americà destacat per les seves expedicions pioneres d'observació de les muntanyes Rocoses a finals del segle xix. També va ser un metge que va servir amb l'Exèrcit de la Unió durant la Guerra Civil.

## Biografia

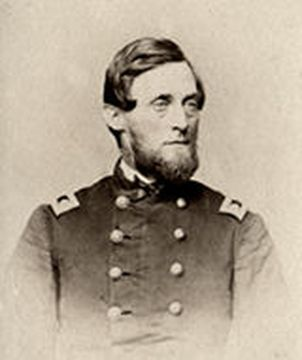
Hayden durant la Guerra Civil

Ferdinand Hayden ja de noi jove, es va fascinar amb tota la natura i la vida silvestre, cosa que el van portar al camp de la medicina. Va treballar a Cleveland sota J. P. Kirtland i posteriorment a Albany, NY, on va treballar sota James Hall, de l Geological Survey of New York.
Es va graduar en l'Oberlin College el 1850 i a Albany Medical College el 1853, on va atreure l'atenció de James Hall, geòleg estatal de Nova York, a través de la influència del qual va ser induït a participar en una exploració del Territori de Nebraska, amb Fielding B. Meek per estudiar geologia i recollir-ne fòssils.
Hall va enviar-lo en la seva primera aventura geològica l'estiu de 1853. Mentre era independent, Hayden va acabar la seva comissió amb Hall, i amb l'estímul de SF Baird, i un patrocini parcial de la Smithsonian Institution, va passar la resta de la dècada de 1850 amb diverses expedicions d'exploració i recollida a les zones del nord de Missouri.
Durant la Guerra Civil Nord-americana va ser un cirurgià de l'exèrcit. Es va retirar com a cap de l'oficial mèdic de l'Exèrcit de la Unió del Shenandoah.

### Yellowstone

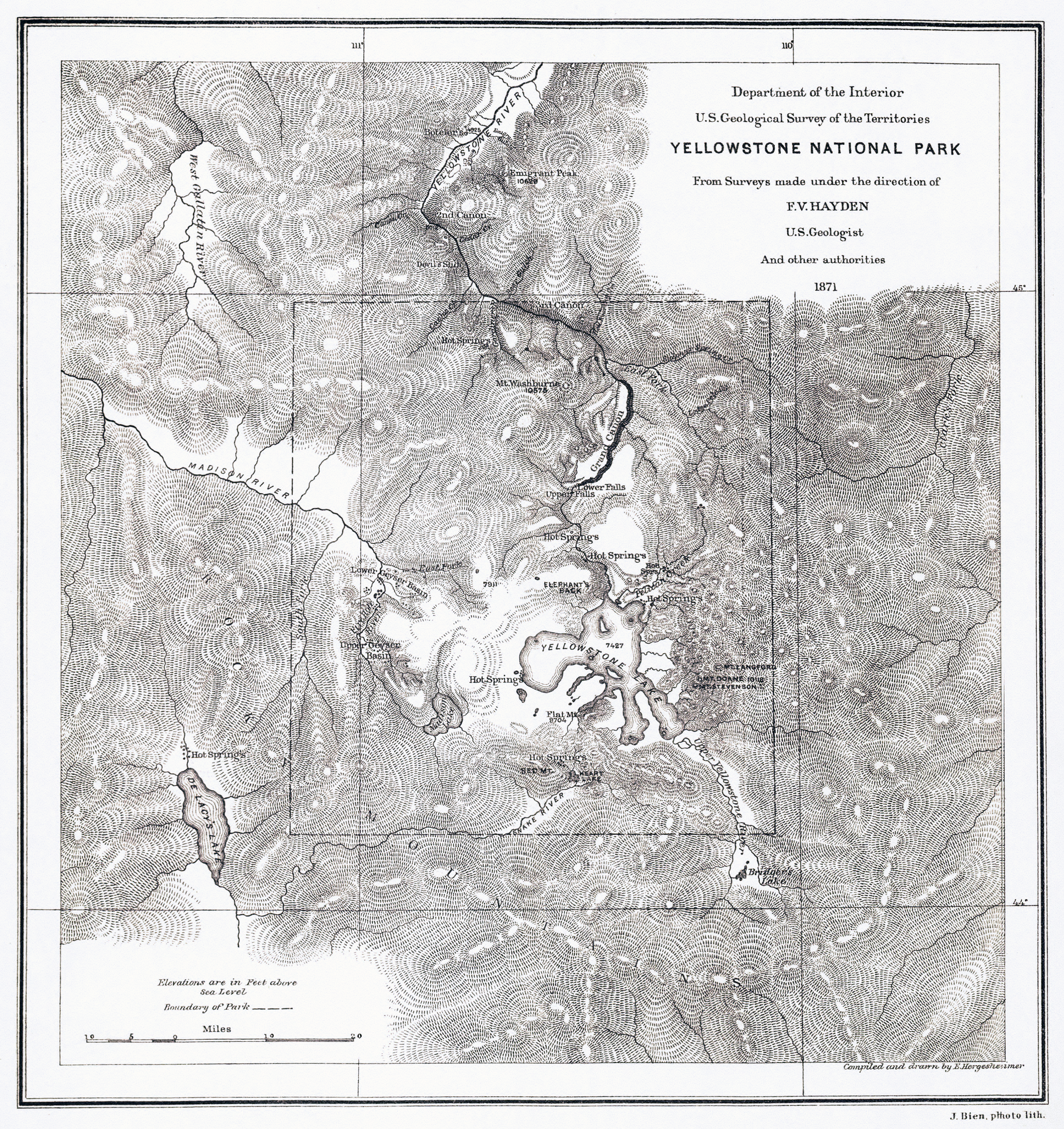
Mapa de F.V. Hayden del Yellowstone National Park, 1871.

El 1871, Hayden va liderar la primera investigació estatal a la regió Yellowstone del nord-oest de Wyoming, rebent instruccions del president Ulysses S. Grant i del secretari de l 'Interior Columbus Delano. La investigació consistia en uns 50 homes que incloïen notables com Thomas Moran, pintor i el fotògraf de la Guerra Civil William Henry Jackson. L'any següent, Hayden i la seva obra,Preliminary Report of the United States Geological Survey of Montana and Portions of Adjacent Territories; Being a Fifth Annual Report of Progress l'informe va ser fonamental per convèncer el Congrés d'establir Yellowstone com el primer Parc Nacional dels EUA, amb l'ajuda de les impressionants fotografies de gran format de Jackson i les espectaculars fotografies de Moran. Aquestes publicacions també van encoratjar l'expansió cap a l'oest dels Estats Units.

## Altres publicacions
Amb FB Meek, va escriure (Smithsonian Institution Contributions, v. 14. Art. 4) "Palaeontology of the Upper Missouri, Pt. 1, Invertebrate." The Transactions of the American Philosophical Society (1862) in The American Journal of Science (1862) i a The Proceedings of the American Philosophical Society (1869). Amb ARC Selwyn va escriure North America (1883) per a Stanford's Compendium.
- Sun Pictures of Rocky Mountain Scenery (1870)
- The Yellowstone National Park, illustrated by chromolithographic reproductions of water-colour sketches by Thomas Moran (1876)
- The Great West: its Attractions and Resources (1880)